# شستن دست‌ها
شستن دست‌ها (انگلیسی: Hand washing) یا بهداشت دست، عملی است جهت پاکیزه نگه داشتن دست‌ها برای از بین بردن خاک، آلودگی و میکرو ارگانیسم‌ها، اگر آب و صابون در دسترس نباشد می‌توان از خاکستر برای شستشوی دست‌ها استفاده کرد. شستشوی دست پزشکی حداقل ۱۵ ثانیه است که با استفاده از مقادیر زیاد صابون و آب یا ژل برای مالیدن و کفی کردن هر قسمت از دست‌ها استفاده می‌شود.
شستن دست با صابون به‌طور مداوم در «لحظه‌های حساس» خاص در طول روز از شیوع بسیاری از بیماری‌ها، به عنوان مثال اسهال و وبا، که از طریق راه‌های مدفوع منتقل می‌شوند، جلوگیری می‌کند. اگر قبل از لمس کردن چشم، بینی یا دهان خود (یعنی غشاهای مخاطی) دست خود را شستشو ندهند، افراد همچنین می‌توانند به بیماری‌های تنفسی مانند آنفلوآنزا یا سرماخوردگی مبتلا شوند. پنج لحظه مهم در طول روز که شستن دستها با صابون مهم است عبارتند از: قبل و بعد از دفع مدفوع، بعد از تمیز کردن مدفوع کودک یا تعویض پوشک، قبل از تغذیه کودک، قبل از غذا خوردن و همچنین قبل و بعد از تهیه غذا یا دست زدن به گوشت خام، ماهی، یا مرغ.
بهداشت دست به اقدامات بهداشتی مربوط به رویه‌های پزشکی اشاره دارد. شستن دست قبل از انجام دارو یا مراقبت‌های پزشکی می‌تواند از ابتلا به بیماری جلوگیری یا آن را به حداقل برساند. هدف اصلی پزشکی شستن دست‌ها، پاکسازی دست از عوامل بیماری‌زا (باکتری‌ها، ویروس‌ها یا سایر میکروارگانیسم‌های ایجاد کننده بیماری) و مواد شیمیایی است که می‌تواند باعث آسیب یا بیماری شود. این امر به ویژه برای افرادی که در زمینه پزشکی کار هستند، مهم است. هرچند که شستشوی دست‌ها یک عمل مهم برای عموم مردم نیز هست.

## بهداشت عمومی

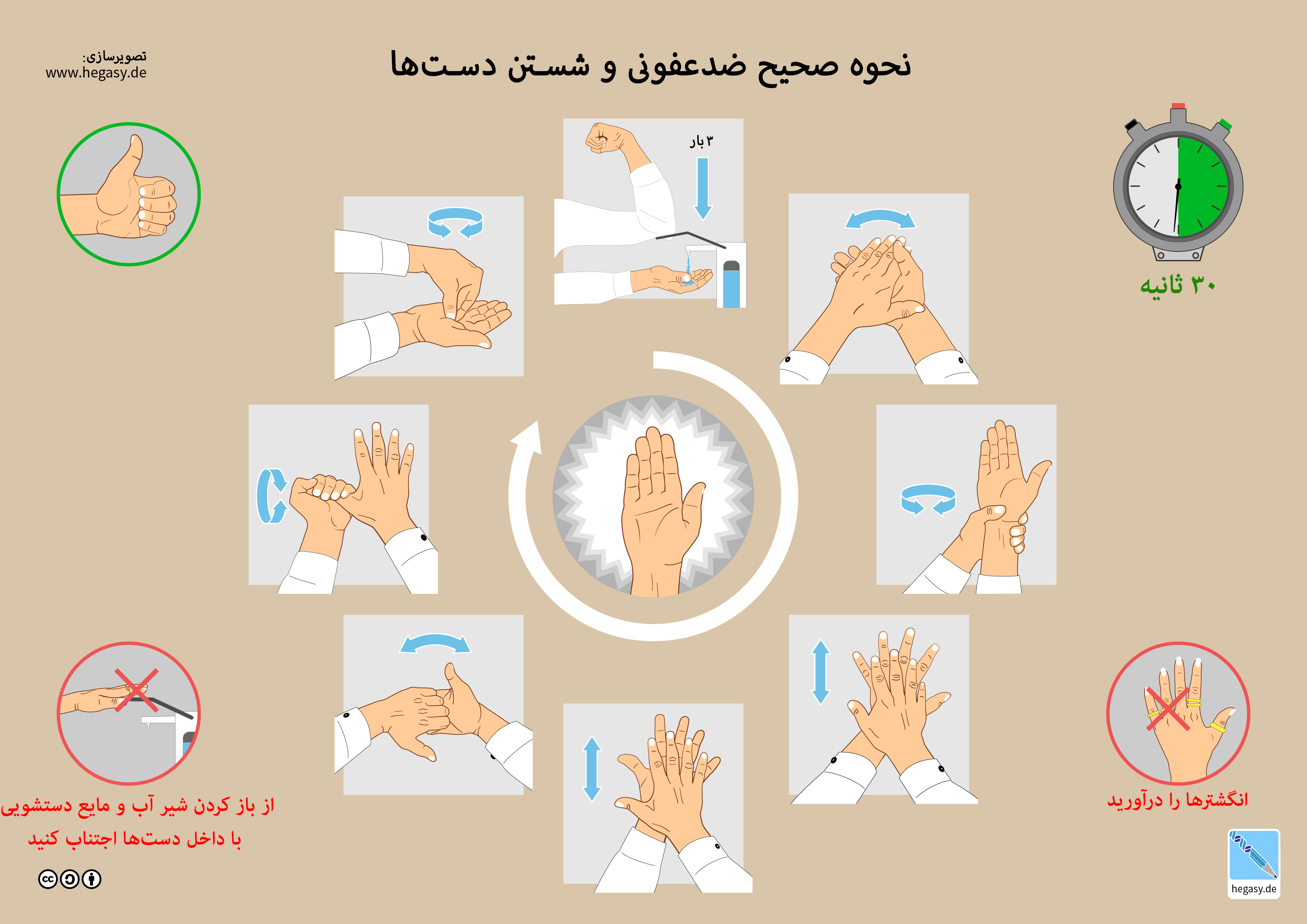
روش صحیح شستن دست‌ها طبق استاندارد آلمان

شستن دست با صابون مؤثرترین و ارزانترین روش برای جلوگیری از اسهال و عفونتهای حاد تنفسی (ARI) است که به عنوان یک رفتار خودکار در خانه‌ها، مدارس و جوامع در سراسر جهان انجام می‌شود. سینه‌پهلو، یک عفونت حاد تنفسی، یکی از علل مرگ و میر کودکان زیر ۵ سال است که سالانه حدود ۱٫۸ میلیون کودک در سال جان خود را از دست می‌دهد. اسهال و ذات الریه با هم تقریباً ۳٫۵ میلیون مرگ و میر کودکان در سال را تشکیل می‌دهند. طبق گفته یونیسف، تبدیل شستن دست با صابون قبل از غذا و بعد از استفاده از توالت به یک عادت درخشان می‌تواند بیش از هر واکسن یا مداخله پزشکی دیگر جان انسان‌ها را نجات دهد. این امر با کاهش مرگ و میر ناشی از اسهال تقریباً نیمی و مرگ در اثر عفونت‌های حاد تنفسی تا یک چهارم میسر خواهد شد. شستشوی دست معمولاً به عنوان بخشی از برنامه‌های آب، بهداشت و نظافت با سایر مداخلات بهداشتی همراه است.

## مزایا
شستن دست دارای مزایای سلامتی بسیاری از جمله موارد زیر است:
- انتشار آنفلوآنزا را به حداقل می‌رساند[۵]
- از علل عفونی اسهال جلوگیری می‌کند.[۶]
- عفونت‌های تنفسی را کاهش می‌دهد.[۷]
- میزان مرگ و میر نوزادان را در زایمان‌های خانگی کاهش می‌دهد.

یک مطالعه در سال ۲۰۱۳ نشان داد که شیوه‌های بهبود یافته شستشوی دست ممکن است منجر به پیشرفت‌های کوچک در رشد طول کودکان زیر ۵ سال شود.
در کشورهای در حال توسعه، میزان مرگ و میر کودکان ناشی از بیماریهای تنفسی و اسهال با ایجاد تغییرات ساده رفتاری مانند شستن دست با صابون کاهش می‌یابد. این اقدام ساده می‌تواند میزان مرگ و میر ناشی از این بیماری‌ها را تقریباً ۵۰٪ کاهش دهد.

## مواد مورد استفاده برای شستشوی دست‌ها
از بین بردن میکروارگانیسم‌ها از پوست با افزودن صابون یا مواد شوینده به آب تقویت می‌شود. اقدام اصلی صابونها و مواد شوینده کاهش موانع محلول و افزایش محلول در حلالیت است. آب یک پاک کننده ناکارآمد پوست است زیرا چربی‌ها و پروتئین‌ها که جزء خاک ارگانیک هستند به راحتی در آب حل نمی‌شوند. با این حال، تمیز کردن با جریان معقول آب کمک می‌کند.

### صابون جامد
صابون جامد به دلیل ماهیت قابل استفاده مجدد، ممکن است باکتری‌های حاصل از کاربردهای قبلی را حفظ کند. تعداد کمی از مطالعات که به انتقال باکتریها از صابون جامد آلوده نگاه کرده‌اند، نتیجه‌گیری کرده‌اند که انتقال باکتری بعید است زیرا باکتری‌ها با کف شسته می‌شوند.

### آب
آب گرم که دست را نمی‌سوزاند برای از بین بردن باکتری‌ها به اندازه کافی داغ نیست. باکتری‌ها در دمای بدن بسیار سریع‌تر رشد می‌کنند (۳۷ درجه سانتیگراد). با این وجود، آب صابون گرم و صابون در از بین بردن روغن‌های طبیعی که خاک و باکتری را در خود نگه می‌دارند، مؤثر از آب سرد است. با این حال برخلاف تصور عامه، مطالعات علمی نشان داده‌اند که استفاده از آب گرم تأثیری در کاهش بار میکروبی روی دست‌ها ندارد.

## میزان شستشوی دست‌ها در جهان
در بسیاری از کشورها شستشوی دست با صابون کم است. یک مطالعه در مورد شستشوی دست در ۵۴ کشور در سال ۲۰۱۵ نشان داد که به‌طور متوسط، ۳۸٫۷٪ از خانوارها دست‌هایشان را با صابون می‌شویند. یک مطالعه در سال ۲۰۱۴ نشان داد که عربستان سعودی بیشترین میزان (۹۷ درصد) را داشته‌است. ایالات متحده با ۷۷ درصد در وسط قرار دارد؛ و چین با کمترین نرخ ۲۳ درصد.

## خشک کردن دست‌ها
خشک کردن مؤثر دست‌ها بخش مهمی از فرایند بهداشت دست‌ها است، اما در مورد موثرترین شکل خشک کردن در دستشویی‌های عمومی بحث‌هایی وجود دارد. حجم فزاینده ای از تحقیقات نشان می‌دهد که حوله‌های کاغذی بسیار بهداشتی تر از خشک کن‌های برقی است که در بسیاری از دستشویی‌ها وجود دارد.
در سال ۲۰۰۸، مطالعه ای توسط دانشگاه وست مینستر لندن برای مقایسه میزان بهداشت ارائه شده توسط حوله‌های کاغذی، خشک کن‌های دست با هوای گرم و خشک کن‌های هوای مدرن. یافته‌های اصلی عبارتند از:
پس از شستشو و خشک کردن دست‌ها با خشک کن هوای گرم، تعداد کل باکتری‌ها به‌طور متوسط در بین انگشت ۱۹۴٪ و در کف دست ۲۵۴٪ افزایش یافت.
خشک کردن با خشک کن جت هوا منجر به افزایش میانگین تعداد کل باکتری‌های موجود در بین انگشت‌ها به میزان ۴۲٪ و در کف دست به میزان ۱۵٪ شد.
پس از شستشو و خشک کردن دست‌ها با یک حوله کاغذی، تعداد کل باکتری‌ها به‌طور متوسط در بین انگشت‌ها تا ۷۶٪ و در کف دست‌ها تا ۷۷٪ کاهش یافت.

## در پزشکی حرفه‌ای
شستشوی دست پزشکی مدت‌ها بعد از اینکه پزشک مجارستانی، ایگناز سملوویس، اثربخشی آن در جلوگیری از بیماری در یک محیط بیمارستانی را کشف کرد (در سال ۱۸۴۶) اجباری شد. دستگاه‌های الکترونیکی وجود دارد که بازخوردی را برای یادآوری کارکنان بیمارستان برای شستن دست‌هایشان فراهم می‌کند. در یک مطالعه، میزان عفونت با استفاده از این دستگاه‌ها کاهش یافته‌است.